# Cronaca di Roskilde
La Cronaca di Roskilde (in latino Chronicon Roskildense, danese: Roskildekrøniken) è una breve opera storiografica danese scritta in latino; a parte pochi annuari è l'opera più antica conosciuta che sia un tentativo di scrittura di un racconto coerente della storia della Danimarca da parte di un autore danese, dall'introduzione del Cristianesimo in Danimarca fino al tempo dell'autore stesso (mentre il leggermente più tardo Chronicon Lethrense tratta dei re danesi pre-cristiani).
La cronaca originale copre il lasso di tempo 826-1140 circa. Un'aggiunta tarda di qualche pagina al tempo del re Valdemaro I porta la cronaca a parlare fin del 1157, quando Valdemaro I sale al trono di Danimarca. Comunque queste pagine aggiuntive quasi sempre citano altre fonti.
L'autore è sconosciuto, ma si pensa che debba aver avuto relazioni con la Cattedrale di Roskilde, poiché è molto esperto e disinvolto nel parlare di questioni di Roskilde. Le questioni religiose non sono di suo particolare interesse, scrive vivacemente di tutto ciò che accade intorno a lui. Gli stessi eventi sono da lui considerati brevemente, mentre le persone che vi hanno preso parte o che li hanno provocati sono descritte con grande passione.
Al contrario delle Gesta Danorum di Saxo Grammaticus o della Brevis Historia Regum Dacie di Svend Aagesen, che raccontano la storia dal punto di vista dei contemporanei, il Chronicon Roskildense spesso considera gli stessi eventi raccontati da Saxo e Svend dal punto di vista del "vinto", del "perdente". A volte l'autore può sembrare pungente e cieco alla politica, ed è proprio questo che rende l'opera così interessante: la storia è scritta dai "vincitori", mentre essa la vede dal punto di vista dei "vinti".
La prima parte dell'opera è spesso basata sulla Descriptio insularum Aquilonis di Adamo da Brema, talvolta copiata parola per parola, anche se l'autore prende solo ciò che gli serve e il significato non è sempre lo stesso.
Come per molte cronache danesi, la sua datazione non è certa. La cronaca originale finisce molto presto: in essa si parla di Olaf II Haraldsen, figlio di Harald Kesja, come se fosse ancora vivo; fu ucciso nel 1143. L'ultimo avvenimento di cui si scrive è il contrasto tra Rikes e Eskil per la carica di Arcivescovo di Lund, carica che poi Eskil ricoprirà; questo fatto avvenne nel 1137-1138. Perciò il libro dev'essere terminato tra il 1138 e il 1143; tuttavia l'opera finisce molto bruscamente, quindi probabilmente non doveva essere quella la fine prefissata.
Il manoscritto originale è oggi perduto e la cronaca esiste solo in copie del XIII, XVI e XVII secolo.
Vi sono alcune copie latine:
- Biblioteca dell'Università di Kiel, S. H. 8 A.8° (XIII secolo), conosciuto come Codex Kilioniensis.
- Den Arnamagnæanske Samling, Copenaghen, AM 107 8o (XVI secolo).
- Biblioteca dell'Università di Uppsala, De la Gardie XXV-XXIX (XVII secolo).